# Campyloneurum anetioides
Campyloneurum anetioides är en stensöteväxtart som först beskrevs av Christ, och fick sitt nu gällande namn av R. M. Tryon och A. F. Tryon. Campyloneurum anetioides ingår i släktet Campyloneurum och familjen Polypodiaceae. Inga underarter finns listade.